# Østlandet

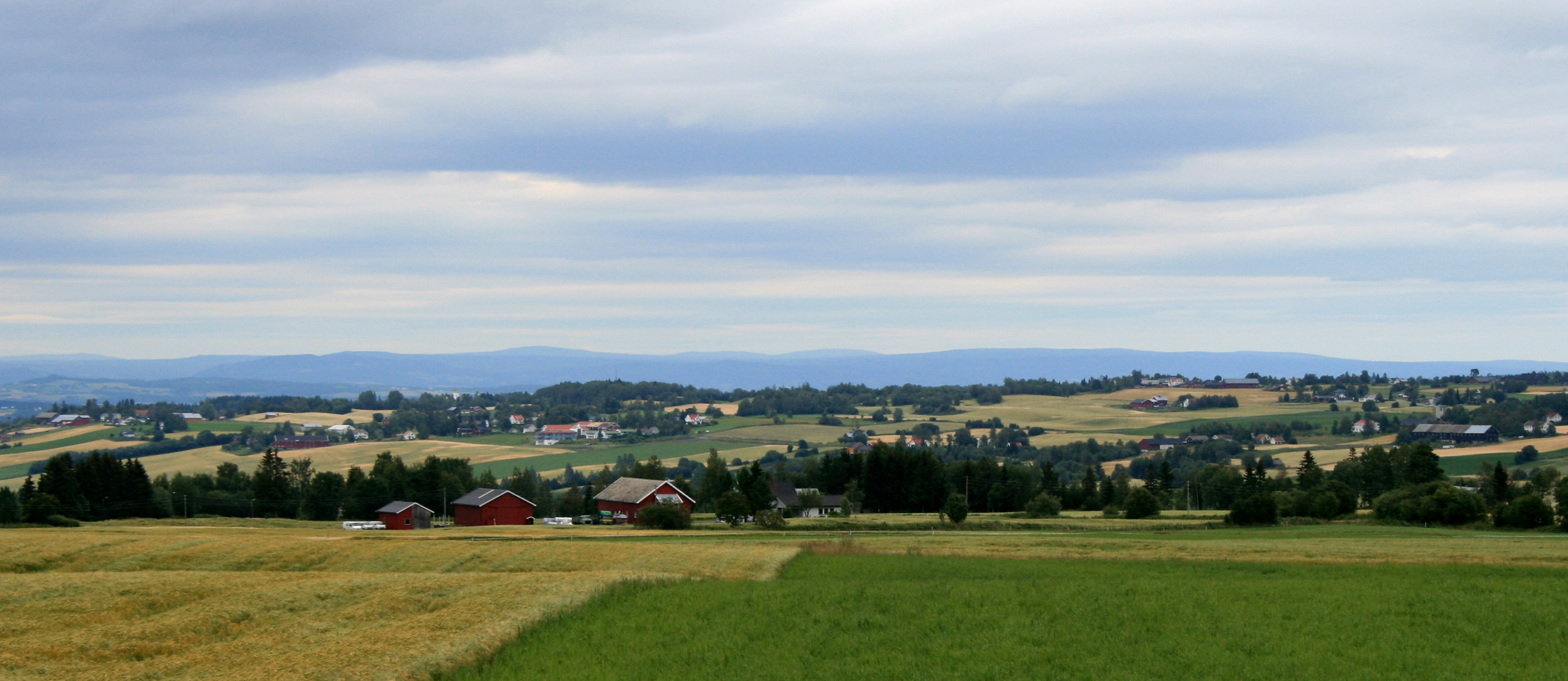
Landskap i Østlandet.

Østlandets läge i Norge.

Østlandet (bokmål) eller Austlandet (nynorska) är en av Norges landsdelar. Den omfattar fylkena Akershus fylke, Buskerud fylke, Vestfold fylke, Telemark fylke Østfold fylke, Oslo och Innlandet fylke. Den har 2 492 630 invånare (oktober 2011), vilket utgör ungefär halva Norges befolkning.